# Kay Adams
Kay Adams Corleone es un personaje ficticio de la novela de Mario Puzo, El Padrino. En la película fue interpretada por la actriz Diane Keaton, en la trilogía dirigida por Francis Ford Coppola, basada en la novela.

## Biografía
Nació en el año 1924 en Nuevo Hampshire, y es hija de un importante ministro estadounidense. En la universidad conocería a su futuro marido, Michael Corleone (Al Pacino), el hijo del jefe mafioso Don Vito Corleone (Marlon Brando). Ella sería novia de Michael durante unos cuantos meses y después no volvió a saber nada de él, debido a que Michael tuvo que abandonar América, ya que asesinó al jefe de policía McCluskey y a Virgil "El Turco" Sollozzo, socio de la familia Tattaglia, y rival de la familia Corleone. Kay trataría de contactar numerosas veces con Michael, pero sin éxito.
Después del regreso de Michael, este volvió a pedirle salir a Kay, y esta al final accedería. Eso sí, Michael no le explicó el matrimonio en secreto que tuvo con una joven italiana durante su ausencia. En 1955 Michael sería nombrado nuevo "Don" de la familia Corleone.
Al final Michael y Kay contrajeron matrimonio y después de la muerte de Vito Corleone trasladaron su residencia al "Lago Tahoe", en Nevada. Procrearon dos hijos Anthony (en 1951) y Mary (en 1953).
Kay se sentía aislada con la ocupación que llevaba su marido de ser un peligroso jefe del crimen organizado. Ella volvería a quedarse embarazada de un tercer hijo que supuestamente sería un varón. En el año 1958, ella presenciaría como unos matones tiroteaban su casa con la intención de asesinar a su marido, pero acción que al final no pudieron realizar. Kay sería obligada a quedarse en su casa sin poder salir al exterior por el peligro de que algunos enemigos pudiesen hacerle mal a ella o a sus hijos. 
Kay siempre estaba aislada y sola con sus hijos, ya que su marido llevaba siempre numerosos viajes (a "Las Vegas" a Cuba...). Ella continuaba con su proceso de embarazo, pero ella se repetía numerosas veces dentro de su cabeza que si era adecuado traer un hijo a una familia en la cual todo era destrucción y crimen, a pesar de todas las riquezas que tuviesen.
En el viaje que Michael hizo a Cuba, ella decidió silenciosamente, abortar su embarazo, ya que no quería traer un hijo a una familia donde todo conllevaba a numerosos peligros. Más tarde Michael se enteraría y no le supo nada bien,  ya que llegó a pegarle, debido a su frustración de ver como su mujer había impedido que naciese su hijo que se dijo supuestamente, que sería varón. Kay cada vez estaba menos enamorada de Michael hasta cierto punto que decidió no seguir viviendo con él. Intento numerosas veces a llevarse a sus hijos con ella, pero esto lo impidió Michael en varias ocasiones.
Finalmente, Kay y Michael se separarían, pero la custodia de los niños se la quedaría su padre. En el año 1979, tendría un segundo matrimonio con un poderoso hombre llamado Douglas, intentando así olvidar la desgracia que había sufrido con Michael.
Aunque la custodia de los niños era de Michael, Anthony y Mary visitaban constantemente a su madre, hasta que llegaron a pasar mucho más tiempo con su madre que con su padre. 
Kay volvería a ver a Michael en la fiesta que este organizó en su mansión de Nueva York en 1979. Después Kay y Michael llevarían una discusión sobre el futuro que quería llevar su hijo Anthony, que quería ser cantante y no abogado (como quería su padre). Finalmente, Michael accedió a que su hijo decidiese su futuro y Anthony se trasladaría a unas clases de canto, para poder ingresar en alguna obra de ópera.
Michael invitó a Kay a Corleone, el pueblo natal de su difunto padre. Kay, con cierta curiosidad por conocer el lugar accedió a ir con él, pero ella seguía sin sentir nada por Michael, aunque los dos se seguían viendo constantemente y tratándose con mutuo respeto, aunque estuviesen divorciados.
Kay y Micahel se alojarían en la vieja caseta donde Michael estuvo alojado durante su estancia allí (donde tuvo que ir debido al asesinato que cometió), y entonces saldría a la luz el matrimonio que Michael tuvo con una joven italiana llamada Apollonia.
Los dos también asistieron juntos al estreno de la obra de ópera, en la que debutaría su hijo Anthony como cantante. Esa misma noche, después presenciarían la imagen más dura de su vida. Un matón enemigo de la familia Corleone, intentó asesinar a Michael, pero en vez de dispararle a él, dispararía a su querida hija, Mary, que moriría en el acto. Entre llantos, los dos yacerían ante el cadáver de su hija, todavía sin poder creerse de que había muerto.
No se ha vuelto a describir más sobre Kay en otros relatos, salvo en la novela "El Padrino: La venganza", en la que aparece en unos cuantos fragmentos. Se sabe que Kay y Michael estarían más juntos después de la terrible desgracia y que se separaría de su segundo marido, Douglas. Michael y Kay se sabría que se trasladarían juntos a Corleone, pero no se especifica si volvieron a casarse o si se enamorarían de nuevo, o tan solo estaban los dos juntos para pasar sus últimos días juntos, recordando los tiempos felices. En el año 1997, se sabe que Michael Corleone, muere en su casa de campo de Corleone, en Sicilia. 

## Apariciones
- El padrino
- El padrino II
- El padrino III
- El Padrino: La Venganza (Novela).